# Trichosalpinx hirtzii
Trichosalpinx hirtzii är en orkidéart som beskrevs av Carlyle August Luer. Trichosalpinx hirtzii ingår i släktet Trichosalpinx och familjen orkidéer. Inga underarter finns listade i Catalogue of Life.